# Syngrapha beta
Syngrapha beta är en fjärilsart som beskrevs av Embrik Strand 1917. Syngrapha beta ingår i släktet Syngrapha och familjen nattflyn. Inga underarter finns listade i Catalogue of Life.